# Amleto Frignani
Amleto Frignani   (Carpi, 5 de març de 1932 - Fresno, 2 de març de 1997) fou un futbolista italià de la dècada de 1950.
Fou internacional amb la selecció de futbol d'Itàlia amb la qual participà a la copa del Món de futbol de 1954. Pel que fa a clubs, destacà a AC Milan, Udinese Calcio i Genoa CFC..